# Liptovský Ondrej
Liptovský Ondrej és un poble i municipi d'Eslovàquia que es troba a la regió de Žilina, al centre-nord del país.

## Història
La primera menció escrita de la vila es remunta al 1332.

## Demografia
| Godina             | 1994 | 2004    | 2014   | 2024    |
| ------------------ | ---- | ------- | ------ | ------- |
| Nombre de persones | 447  | 566     | 599    | 671     |
| Diferència         |      | +26,62% | +5,83% | +12,02% |

| Godina             | 2023 | 2024   |
| ------------------ | ---- | ------ |
| Nombre de persones | 663  | 671    |
| Diferència         |      | +1,20% |